# غاستون إتليس
غاستون إتليس (بالإسبانية: Gastón Etlis)‏ مواليد 4 نوفمبر 1974 في بوينس آيرس، هو لاعب كرة مضرب أرجنتيني سابق بدأ مسيرته كمحترف سنة 1993 وكان يلعب باليد اليمنى، اعتزل اللعب في 2006. أعلى تصنيف له في الفردي كان المركز الـ 114 في سنة 2000. سبق أن شارك في دورة الألعاب الأولمبية الصيفية.

## روابط خارجية
- غاستون إتليس على موقع رابطة محترفي التنس (الإنجليزية)
- غاستون إتليس على موقع الاتحاد الدولي لكرة المضرب (الإنجليزية)
- غاستون إتليس على موقع كأس ديفيز (الإنجليزية)
- غاستون إتليس على موقع خلاصة التنس.كوم (الإنجليزية)
- غاستون إتليس على موقع أوليمبيديا (الإنجليزية)